# Sint-Stefanuskerk (Goslar)
De Sint-Stefanuskerk (Duits: St.-Stephanikirche) is een evangelisch-luthers kerkgebouw in de historische binnenstad van de Duitse plaats Goslar.

## Geschiedenis
De middeleeuwse Stefanusparochie omvatte het oostelijke deel van de keizerstad Goslar, dat werd bewoond door kooplieden, handwerklieden en mensen die zich op enigerlei wijze bezighielden met agrarische activiteiten. De voorganger van de huidige kerk was een romaanse basiliek uit de 12e eeuw.
Door een stadsbrand op 27 april 1728 brandde de Stefanuswijk en haar kerk af. Al snel volgde de bouw van de huidige kerk, die in 1734 kon worden ingewijd. Het bouwmateriaal was afkomstig van de ruïne van het Petrusstift, dat oostelijk van de stad lag en in de 16e eeuw om strategische redenen door de stad Goslar verwoest werd.

## Architectuur
Het ontwerp van de Stefanuskerk werd gemaakt door Johann Daniel Köppel, een in de regio werkzame barokarchitect. De kerk is een drieschepige hallenkerk met een polygonaal koor. De buitenmuren zijn van gotiserende steunberen voorzien. Aan het westen sluit zich een eenvoudige, rechthoekige klokkentoren met lantaarn aan.

## Interieur
in tegenstelling tot het eenvoudige exterieur bezit de Stefanuskerk een rijk barok interieur. Het hoofdaltaar dateert uit 1767. Centraal wordt een schilderij van de kruisiging van Christus getoond, daaronder het Laatste Avondmaal. Links staat het beeld van Johannes de Doper en rechts de heilige Stefanus. Het altaar wordt bekroond door een Drievuldigheidsgroep. Met name het klankbord van de kansel is rijk van houtsnijwerk voorzien. Noemenswaardig is eveneens een gebrandschilderd raam met de doop van Christus.